# Kostel svatého Petra a Pavla (Stav)
Kostel svatého Petra a Pavla je římskokatolický orientovaný filiální kostel ve Stavě, místní části Úbislavic. Je od 3. května 1958 chráněn jako kulturní památka České republiky. Osada U kostelíčka, tzv. kopec Babák, je na původní trase silnice I/16 ve směru Jičín - Nová Paka, nyní vedené obchvatem, v místech, kde do třicetileté války stála ves Újezd.

## Historie
Kostel z počátku 15. století byl upraven koncem 16. století za pánů z Donína. Je obklopen malým hřbitovem.

## Architektura
Jednolodní zděný gotický bezvěžový kostel s pětibokým presbytářem. Presbytář je zaklenut křížovou klenbou s hmotnými hruškovými žebry

## Interiér
Hlavní oltář z roku 1663 je raně barokní s tordovanými sloupky (profilovanými ve tvaru šroubovice), zdobený akantovým ornamentem se sochami sv. Jana Nepomuckého a sv. Václava a obrazem patronů kostela. Na levé straně boční oltář s obrazem patronů kostela z poloviny 17. století, na pravé straně oltář sv. Jiří z první poloviny 18. století. Pískovcová křtitelnice pochází z roku 1659.

## Bohoslužby
Bohoslužby se konají 4 x ročně v neděli.